# Paul-André Meyer

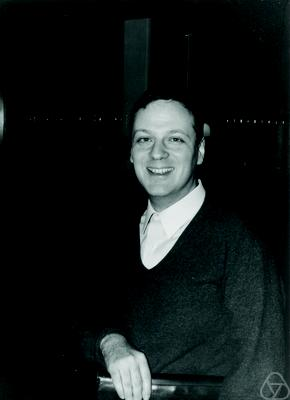
Paul-André Meyer (1969)

Paul-André Meyer (* 21. August 1934 in Boulogne-Billancourt; † 30. Januar 2003 in Straßburg) war ein französischer Mathematiker, der sich mit stochastischen Prozessen beschäftigte.

## Leben
Meyer studierte ab 1954 an der École normale supérieure und promovierte 1961 bei Jacques Deny. Er war Professor am IRMA (Institut de Recherche Mathématique) der Universität Straßburg, wo er ein bekanntes Seminar zur Wahrscheinlichkeitstheorie leitete.
Meyer beschäftigte sich mit der allgemeinen Theorie stochastischer Prozesse, Markow-Prozessen, stochastischer Integration, stochastischer Differentialgeometrie, wahrscheinlichkeitstheoretische Fragen der Quantentheorie. Nach ihm und Joseph L. Doob ist die Doob-Meyer-Zerlegung von Submartingalen benannt, wobei er die Zerlegung von Doob auf kontinuierliche Zeiten erweiterte. Er war einer der führenden französischen Wahrscheinlichkeitstheoretiker.
Seit 1978 war er korrespondierendes Mitglied der Académie des sciences. Ein Preis für junge Wahrscheinlichkeitstheoretiker am IRMA ist nach ihm benannt.
Zu seinen Doktoranden zählt Claude Dellacherie.

## Schriften
- Martingales and stochastic integrals I (= Lecture notes in Mathematics. 284). Springer, Berlin/Heidelberg/New York 1972, ISBN 3-540-05983-0
- mit Philippe Priouret & Frank Spitzer: École d'Eté de Probabilités de Saint-Flour. 3, 1973 (= Lecture notes in mathematics. 390). Springer, Berlin/Heidelberg/New York 1974, ISBN 3-540-06816-3
- (Hrsg.): Séminaire de Probabilités IX. Springer, Berlin/Heidelberg/New York 1975, ISBN 3-540-07178-4
- mit Claude Dellacherie: Probabilités et potentiel., 4 Bände, Hermann, 1975–1986
- mit Claude Dellacherie: Probabilities and Potential. North Holland
  - Teil A. 1978, ISBN 072040701X
  - Teil B: Theory of Martingales. 1982, ISBN 0444865268
  - Teil C: Potential theory for discrete and continuous semigroups. 1988, ISBN 0444703861
- Quantum Probability for probabilists (= Lecture notes in mathematics. 1538), Springer, Berlin [u. a.] 1993, ISBN 3-540-56476-4; 2. Aufl. ebd. 1995, ISBN 3-540-60270-4